# Хоффа, Джимми
Джеймс Риддли (Джимми) Хоффа (англ. James Riddle «Jimmy» Hoffa; 14 февраля 1913 — не ранее 30 июля 1975, предположительно — конец июля—начало августа 1975 года; официально признан умершим 30 июля 1982 года) — американский профсоюзный лидер,  президент «Международного братства водителей грузовиков» с 1957 года по 1971 год, неожиданно исчезнувший в 1975 году при невыясненных обстоятельствах.

## Ранняя биография
Родился в Бразиле, штат Индиана, в семье Джона и Виолы Хоффа. Его отец был пенсильванским немцем по происхождению и умер в 1920 году. В 1924 семья переехала в Детройт, где Хоффа вырос и прожил всю оставшуюся жизнь. Он бросил школу в возрасте 14 лет и начал работать, чтобы прокормить свою семью. В 1937 женился на Джозефине Пошивак, 18-летней работнице детройтской прачечной польского происхождения, с которой познакомился во время забастовки несоюзных работников прачечной. У них было двое детей: дочь Барбара Энн Крансер и сын Джеймс П. Хоффа.
Начал профсоюзную организационную работу на низовом уровне еще подростком, работая в продуктовой сети, которая платила маленькую зарплату и предлагала плохие условия труда. Рабочие были недовольны такой ситуацией и попытались организовать профсоюз, чтобы улучшить свою участь. Хоффа за смелость и доступность был избран руководителем. В 1932 году был уволен и стал организатором местной ячейки «Международного братства водителей грузовиков» (IBT). В результате работы Хоффы с другими профсоюзными лидерами по объединению групп дальнобойщиков в региональные секции, а затем в национальный орган, к 1936 году численность профсоюза выросла до 170 000 членов, а к 1939 - до 420 000.
Хотя сам Хоффа никогда не работал водителем грузовика, в декабре 1946 года он стал президентом местного профкома, вскоре возглавил организацию Детройта, а затем продвинулся до главы Мичиганской организации Teamsters groups. На съезде IBT 1952 года в Лос-Анджелесе был выбран национальным вице-президентом.
Хоффа занял пост президента Teamsters в 1957 году на съезде в Майами-Бич, штат Флорида. Дейв Бек, его предшественник, предстал перед возглавляемым Д. Л. Макклелланом Специальным комитетом Сената США по ненадлежащей деятельности в сфере труда или управления в марте 1957 года, 140 раз использовал Пятую поправку к Конституции США чтобы отказаться отвечать на вопросы, и был осужден и заключен в тюрьму за мошенничество. Хоффа сыграл важную роль в росте и развитии профсоюза, который в конечном итоге стал крупнейшим по членству в Соединенных Штатах, насчитывая более 2,3 миллиона членов во время его пребывания на посту лидера - на пике своего развития. Однако противостояние с ведущим профсоюзным объединением США – АФТ-КПП привело к решению об исключении «Братства» из его рядов. Президент АФТ-КПП Джордж Мини потребовал ликвидации IBT и заявил, что он может согласиться на их членство только в том случае, если они уволят Хоффу с поста своего президента.
Хоффа был переизбран на пост президента Международного братства водителей грузовиков в 1961 и 1964 гг, несмотря на развязанные против него судебные процессы 1957 и 1964 гг.

## Судебный процесс
В 1964 году Хоффа был признан виновным в попытке подкупа присяжного и был приговорён к 15 годам лишения свободы. В течение следующих трёх лет Хоффа безуспешно пытался добиться отмены приговора, но в 1967 году начал отбывать свой срок. 23 декабря 1971 года Хоффа вышел из тюрьмы после заключения соглашения об уходе с поста президента Международного братства водителей грузовиков, в обмен президент США Ричард Никсон сократил его срок заключения до уже отбытого, с тем условием, что Хоффа в течение 10 лет не будет заниматься профсоюзной деятельностью.

## Исчезновение
Хоффа исчез 30 июля 1975 года после 14:45. В это время его в последний раз видели на стоянке у ресторана в пригороде Детройта, перед этим он сделал звонок жене и сообщил, что его обманули, при этом он, по словам жены, нервничал. В ресторане Хоффа, предположительно, должен был встретиться с двумя мафиози и бывшими профсоюзными деятелями Энтони Провенцано и Энтони Джакалоне, но оба они в тот день находились далеко оттуда и позднее отрицали, что такая встреча планировалась. Когда вечером Хоффа не вернулся домой, его жена обратилась в полицию; на стоянке была обнаружена незапертая машина Хоффы. Его исчезновение породило множество слухов.
В СМИ долго ходили слухи, что Хоффа якобы был похоронен на поле стадиона «Джайантс Стадиум». В 2004 году в одном из выпусков программы «Разрушители мифов» специально проверили несколько участков стадиона «Джайантс», однако не обнаружили нигде останков Хоффы.
В 2004 году писатель Чарльз Брандт опубликовал документальную книгу I Heard You Paint Houses (в переводе с англ. — «Я слышал, ты красишь дома»), основанную на рассказах Фрэнка «Ирландца» Ширана, который был соратником Хоффы по профсоюзной деятельности и одновременно штатным киллером мафии. В этой книге Ширан признаётся в якобы совершённом им убийстве Хоффы.

## Влияние
На модель профсоюзного бизнеса Хоффы ориентировался президент чилийской Национальной конфедерации владельцев грузовиков Леон Виларин, активный участник борьбы против марксистского правительства Сальвадора Альенде, лидер общенациональной забастовки грузоперевозчиков.

## Культурное влияние
По мотивам биографии Хоффы сняты фильмы «Кулак» (1978), «Рафферти» (1980), «Хоффа» (1992, в главной роли Джек Николсон) и «Ирландец» (2019, в роли Хоффы — Аль Пачино). Он также появляется в сериале «Роберт Кеннеди и его времена» (1985) в исполнении Трея Уилсона.
Американский писатель и публицист Джеймс Эллрой, пишущий на криминальные темы, ввёл Джимми Хоффу в качестве важного персонажа второго плана в свою трилогию «Уголовные США». Лайонел Уайт по мотивам деятельности Хоффы написал роман «Rafferty» (1959).
В комедийно-драматическом фильме 2003 года «Брюс Всемогущий» главный персонаж использует силы, которыми его наделил Бог, чтобы найти тело Хоффы и получить историю, достаточно интересную, чтобы она помогла ему восстановить свою карьеру в индустрии новостей.
В криминально-драматическом телесериале «Клан Сопрано», в четвёртой серии шестого сезона, врач проводит операцию на теле Тони Сопрано и шутит, что нашёл Джимми Хоффу.
В американском боевике «На гребне волны» во время осмотра машины экс-президентов Энджело Папас говорит Джонни Юте: «Дай знать, если найдёшь под сиденьем тело Джимми Хоффы».
В американской научно-популярной передаче «Разрушители легенд» (1 сезон, 16 серия, «Похороненный в бетоне») изучалась версия о возможности захоронения Джимми Хоффы под игровым полем стадиона, но она была опровергнута.
В фильме Мартина Скорсезе «Ирландец» 2019 года, адаптации книги «Я слышал, ты красишь дома», Хоффа сыгран Аль Пачино. За свою роль Пачино получил номинации на премии «Оскар», BAFTA, Американской Гильдии киноактёров и «Золотой глобус» в категории «Лучший актёр второго плана».
В телесериале «Озарк», в 6 эпизоде первого сезона, сосед Бёрдов сказал Вэнди, что убил Хоффу, что послужило причиной бегства в домик на озере Озарк.
В фильме «Привидение» герой Патрика Суэйзи в ироничной форме говорит Карлу, что его похоронят рядом с Джимми Хоффой, имея в виду, что его не найдут.
В сериале «Грань» Уолтер Бишоп рассказывает, что помогал ФБР допросить уже мёртвого Джимми Хоффу, чтобы выяснить, кто его убил.
В фильме «Хеллбой» после кражи из музея, когда туда приехали агенты ФБР, в диалоге с ихтиандром шеф ФБР в шуточной форме упоминает Джимми Хоффу.
В комедии «Сплошные неприятности» 1991 года герои оказываются заперты в особняке у судьи, похищающего странствующих людей, и находят на чердаке документы Джимми Хоффы.
В сериале «Во все тяжкие» в 13-й серии 2 сезона Хэнк Шрэдер при обсуждении убийства Кристиана Ортего (Комбо) шутит про Джимми Хоффа Так же Джимми Хоффа упоминается в 12-й серии 4 сезона, когда Стивен Гомес приезжает в прачечную по просьбе Хэнка.<ref>4 сезон 12 серия: Пора заканчивать. Во все тяжкие - онлайн все сезоны и серии. Дата обращения: 12 сентября 2024. Архивировано 12 сентября 2024 года.</
В 3 части трилогии "Голый Пистолет", Фрэнк Дребен ,во время поиска документов ,видит один из файлов с названием"Местонахождение тела Джимми Хоффы"